# En la niebla (película)
En la niebla (en ruso: В тумане) es una película rusa coproducida junto con varios países europeos de 2012, basada en la novela homónima del escritor bielorruso Vasil Bykaŭ, dirigida por Serguéi Loznitsa, protagonizada por Vladímir Svirskiy, Vladislav Abashin y Serguéi Kólesov, en los papeles principales y producida por los estudios cinematográficos Belarusfilm. La película, está ambientada en Bielorrusia en la Segunda Guerra Mundial durante la ocupación de Bielorrusia por la Alemania nazi. La película compitió por la Palma de Oro en el Festival Internacional de Cine de Cannes de 2012. Además ganó el Golden Apricot a la mejor película en el Festival Internacional de Cine de Ereván de 2012.

## Sinopsis
Frontera occidental de la Unión Soviética, 1942, Bielorrusia esta completamente ocupada por tropas alemanas. En el curso de la investigación de un caso de descarrilamiento de un tren, los alemanes arrestan a cuatro trabajadores del ferrocarrill. Tres de ellos son ahorcados y el cuarto, Suschenya (Vladímir Svirskiy), es liberado por alguna razón desconocida. Los lugareños comienzan a sospechar que colabora con los invasores. Dos partisanos, Búrov (Vladislav Abashin) y Vóytik (Serguéi Kólesov), van a buscar a Suschenya a su cabaña y después lo llevan al bosque por la noche, donde tienen intención de matarlo por traidor. Sin embargo, en el lugar donde piensan ejecutarlo, son emboscados por una patrulla alemana, quienes utilizaron a Suschenya como cebo para atrapar a los partisanos. En el tiroteo subsiguiente Búrov resulta gravemente herido. Suschenya le salva la vida al cargar con él y junto con Vóytik comienzan a abrirse camino a través del bosque hacia los partisanos.
A través de una serie de flashbacks queda claro que los alemanes le ofrecieron al arrestado Suschene que se convirtiera en su informante secreto, pero él se negó. Le dice a Búrov que incluso su esposa Anelya (Yulia Peresild) comenzó a dudar de si él era un traidor, y él mismo preferiría haber sido ejecutado con los demás.
Al día siguiente, mientras Vóytik va al pueblo más cercano a buscar un carro, Búrov muere. Vóytik no consigue el carro, ya que los alemanes están en el pueblo y se esconde en una choza en mitad del bosque para pasar la noche. Suschenya no abandona el cuerpo de Búrov y continúa llevándolo. Vóytik advierte que nada bueno le espera en el destacamento partisano a Suschenya, pero ya no tiene otra opción.
La niebla desciende. Suschenya y Vóytik deben cruzar la carretera para reunirse con los partisanos, pero los alemanes no están lejos. Suschenya con el cuerpo de Búrov cruza la carretera primero sin ser visto, pero Vóytik es notado y asesinado por colaboracionistas locales. En la espesa niebla, Suschenya, junto a los cuerpos de Búrov y Vóytik, saca un revólver del abrigo de Búrov. La niebla esconde por completo lo que está sucediendo. Se oye un disparo.

## Reparto
- Vladímir Svirskiy como Suschenya
- Vladislav Abashin como Búrov
- Serguéi Kólesov como Vóytik
- Nikita Peremótov como Grisha
- Yulia Peresild como Anelya
- Kirill Petrov como Korobán
- Dmitri Kólosov como Mishuk
- Stepans Bogdanovs como Topchievsky
- Dmitri Bykovskiy-Romashov como Yaroshévich
- Vlad Ivanov como Grossmeier
- Ígor Jripunov como Miroja
- Nadezhda Márkina como la madre de Búrov
- Borís Kamorzín como policía
- Mijaíl Evlánov como policía
- Serguéi Russkin como policía
- Timoféi Tribúntsev como policía
- Franco Moscon como oficial de las SS

## Recepción
La película se estrenó el 25 de mayo de 2012, en el Festival Internacional de Cine de Cannes de 2012; donde estuvo nominada a la Palma de Oro a mejor película y ganó el Premio FIPRESCI. Además la película fue nominada al Premio Goya a la mejor película europea en la XXVIII edición de los Premios Goya de 2014, y ganó el Golden Apricot a la mejor película en el Festival Internacional de Cine de Ereván de 2012.
En la niebla tiene un índice de aprobación del 87% en el sitio web del agregador de reseñas Rotten Tomatoes, basado en 31 reseñas, y una calificación promedio de 7,10 sobre 10. El consenso en el sitio afirma: «Si bien pisa un terreno narrativo familiar, y es un poco predecible a veces, en la niebla demuestra ser un antídoto inteligente y estimulante para las películas de acción de Hollywood». También tiene una puntuación de 78 sobre 100 en Metacritic, basado en la opinión de quince críticos, lo que indica «revisiones generalmente favorables».